# Corymorpha fujianensis
Corymorpha fujianensis is een hydroïdpoliep uit de familie Corymorphidae. De poliep komt uit het geslacht Corymorpha. Corymorpha fujianensis werd in 2006 voor het eerst wetenschappelijk beschreven door Xu & Huang. 